# Bolitoglossa palmata
Espèce
Synonymes
- Spelerpes palmatus Werner, 1897

Statut de conservation UICN

 LC  : Préoccupation mineure
Bolitoglossa palmata est une espèce d'urodèles de la famille des Plethodontidae.

## Répartition
Cette espèce se rencontre en Équateur et en Colombie entre 1 600 et 2 200 m d'altitude sur le versant Est de la cordillère Orientale de la frontière péruvienne au département de Caquetá.

## Publication originale
- Werner, 1897 : Über einige noch unbeschriebene Reptilien und Batrachier. Zoologischer Anzeiger, vol. 20, p. 261–267 (texte intégral).